# Lee Yi-dam
Baek Hye-won (en hangul, 백혜원; 20 de mayo de 1996), más conocida por el nombre artístico de Lee Yi-dam (이이담), es una actriz y modelo surcoreana.

## Carrera
Su interés por la actuación nació durante sus estudios de secundaria, cuando participó en las actividades del club de teatro. Tras graduarse en la escuela, empezó a presentarse a audiciones, y fue elegida para un papel secundario en el cortometraje Two Lights: Relumino, dirigido por Hur Jin-ho, con el que debutó en cine a los 21 años. Se trata de una producción de Samsung Electronics sobre su aplicación de realidad virtual Relumino, para las personas con déficit visual, y cuyos protagonistas fueron Han Ji-min y Park Hyung-sik.
Presentándose a una nueva audición, en 2019 logró el papel protagonista en otro cortometraje, The Tale of Mari and Yimae, de tema fantástico, y que recibió el premio a la Mejor Fantasía en el Festival de Cine IndieX en Los Ángeles, EE. UU., y además fue seleccionado para el Concurso de Cortometrajes Coreanos en el 25.º Festival Internacional de Cine Fantástico de Bucheon. Estas primeras experiencias le sirvieron de base para sus trabajos sucesivos, en el celebrado filme Nido de víboras (2020) y en la cuarta temporada de la serie Voice (2021). En esta última, según un comentario de Kim Bo-ra en el diario OSEN que anunciaba el nacimiento de un nuevo talento, «no solo cambió el flujo del drama desde su primera aparición hasta el final, sino que también mostró la expresión única de su personaje al revelar sus diversos rostros». Según declaró la propia Lee a propósito de esta etapa inicial de su carrera, «hasta ahora he interpretado principalmente personajes con mucho dolor o historias. El director Han dijo que encajaba bien en ese papel y que ese era mi punto fuerte como actriz», pero que al mismo tiempo quería experimentar con otros géneros, como la comedia romántica.
En marzo de 2021 obtuvo su primer papel protagonista en una serie de televisión, Artificial City, un thriller psicológico de misterio ambientado en un museo, donde su personaje, Kim Yi-seol, es profesora de arte. Para ello pasó por un período de audiciones de un mes y medio; después, el rodaje fue muy largo (se prolongó por ocho meses) y complicado, porque la trama no se desarrolla secuencialmente y además el personaje evoluciona a lo largo de la historia; fue decisiva para el trabajo de Lee la ayuda de la guionista Son Se-dong, que convino con la actriz en la complejidad del personaje. A raíz de su trabajo en Artificial City, Lee declaró que había notado cómo era conocida por muchas más personas dentro del mundo artístico.
En noviembre de 2022, una reorganización de la Santa Claus Entertainment, con la supresión del departamento de gestión de actores, llevó a todos ellos a buscar acomodo en otras agencias; junto con buen número de sus antiguos compañeros, Lee firmó ese mismo año un contrato con una nueva, Ghost Studio.
Un salto importante en la carrera de Lee se produjo en 2023, primero con su papel de 4-1 en la serie distópica de Netflix El caballero negro. Como una de las protagonistas, la actriz causó un gran impacto al realizar varias escenas de acción, en particular la que muestra el combate entre varios conductores de reparto. El eco que obtuvo la serie repercutió en la mayor popularidad de Lee. Aún en 2023, y otra vez en Netflix, tuvo un papel destacado en el reparto de Una dosis diaria de sol. En ella es Min Deul-re, una enfermera del Departamento de Psiquiatría del Hospital Universitario Myungshin, y la labor de la actriz recibió grandes elogios de la crítica. Estos elogios se vieron refrendados con la nominación que recibió al año siguiente como mejor actriz revelación en los 60.os Premios Baeksang Arts.
En junio de 2024 se anunció que Lee interpretaría un papel protagonista en la serie de Netflix, sobre un guion de las hermanas Hong, Can This Love Be Translated?, cuyo estreno estaba previsto para 2025. Se trata de una comedia romántica (con lo que se cumplía el viejo deseo de la actriz de entrar en este género) en la que es Shin Ji-seon, una productora de talento. Mientras tanto, a principios de 2025 entró también en el género de la ficción histórica siendo una de las protagonistas de The Queen Who Crowns, ambientada en el siglo xiv. Su papel es el de una concubina del rey Taejong, que se enfrenta a la reina.

## Filmografía

### Cine
| Año  | Título                      | Hangul                        | Papel            | Notas        | Ref.   |
| ---- | --------------------------- | ----------------------------- | ---------------- | ------------ | ------ |
| 2017 | Two Lights: Relumino        | 두개의 빛: 릴루미노           | Seon-mi          | Cortometraje | [ 16 ] |
| 2019 | The Tale of Marie and Yimae | 이매몽                        | Marie            | Cortometraje | [ 17 ] |
| 2020 | Nido de víboras             | 지푸라기라도 잡고 싶은 짐승들 | Hija de Joog-man |              | [ 3 ]  |

### Series de televisión
| Año     | Título                       | Papel                 | Canal       | Notas                   | Ref.          |
| ------- | ---------------------------- | --------------------- | ----------- | ----------------------- | ------------- |
| 2021    | Voice 4                      | Lisa Jo (Jo Seung-ah) | OCN         | Ep. 1-2, 7 y 11         | [ 18 ]        |
| 2021-22 | Artificial City              | Kim Yi-seol           | JTBC        | Protagonista            | [ 19 ] [ 7 ]  |
| 2023    | El caballero negro           | 4-1                   | Netflix     | Serie web, protagonista | [ 20 ]        |
| 2023    | Una dosis diaria de sol      | Min Deul-re           | Netflix     | Serie web, reparto      | [ 21 ] [ 22 ] |
| 2025    | The Queen Who Crowns         | Chae-ryeong           | tvN y TVING | Protagonista            | [ 23 ] [ 24 ] |
| 2025    | Can This Love Be Translated? | Shin Ji-seon          | Netflix     | Serie web, protagonista | [ 25 ] [ 26 ] |

## Premios y nominaciones
| Año  | Premios                     | Categoría               | Papel                   | Resultado | Ref.          |
| ---- | --------------------------- | ----------------------- | ----------------------- | --------- | ------------- |
| 2024 | 60.os Premios Baeksang Arts | Mejor actriz revelación | Una dosis diaria de sol | Nominada  | [ 13 ] [ 27 ] |